# La señora García se confiesa
La señora García se confiesa és una sèrie de televisió, escrita, dirigida i protagonitzada per Adolfo Marsillach, amb música de Luis Eduardo Aute i estrenada per TVE el 2 de novembre de 1976. La sèrie es va rodar a diferents localitzacions: Barcelona, Eivissa, La Pinilla, Canes, Niça, Londres, París, Amsterdam, Roma, Capri, Salamanca, Toledo i Madrid.

## Argument
La senyora García és una dona elegant i sofisticada de l'alta burgesia, encara que ociosa. Al casino de Biarritz coneix al senyor Martínez, que instantàniament se sent atret per ella. El Sr. Martínez és guionista de televisió i sent la necessitat de conèixer a fons els més íntims pensaments i sentiments de la dama. Capítol rere capítol, a mesura que la senyora García es va confessant, es va coneixent al personatge d'una dona amb una personalitat més rica i complexa del que en principi hagués semblat.

## Repartiment
- Lucía Bosé…Señora García.
- Adolfo Marsillach…Señor Martínez.
- Vicky Peña…Renata.
- Verónica Llimera...Doncella.
- Cristina Marsillach…Sra. García (nena).
- Analía Gadé.
- Miguel Narros.
- José Lifante.
- Diana Pérez de Guzmán.

## Actors esporàdics
- Pilar Bardem.
- Fernando Hilbeck.
- Chelo Vivares.
- Josep Maria Pou.
- Nélida Quiroga.
- Yolanda Ríos.

## Premis
- Fotogramas de Plata al Millor intèrpret de televisió (1976): Adolfo Marsillach.
- TP d'Or 1976:
  - Millor sèrie nacional.
  - Millor actriu nacional: Lucía Bosé.